# Роман (Эн)
Рома́н (фр. Romans) — коммуна во Франции, находится в регионе Рона — Альпы. Департамент — Эн. Входит в состав кантона Шатийон-сюр-Шаларон. Округ коммуны — Бурк-ан-Брес.
Код INSEE коммуны — 01328.

## География
Коммуна расположена приблизительно в 370 км к юго-востоку от Парижа, в 45 км севернее Лиона, в 19 км к юго-западу от Бурк-ан-Бреса.
По территории коммуны протекает река Ренон. Есть много озёр.

## Климат
Климат полуконтинентальный с холодной зимой и тёплым летом. Дожди бывают нечасто, в основном летом.

## Население
Население коммуны на 2010 год составляло 524 человек.
| 1962 | 1968 | 1975 | 1982 | 1990 | 1999 | 2010 |
| ---- | ---- | ---- | ---- | ---- | ---- | ---- |
| 353  | 367  | 346  | 351  | 480  | 522  | 587  |

## Администрация
| Период | Период | Фамилия          | Партия | Примечания |
| ------ | ------ | ---------------- | ------ | ---------- |
| 1995   | 2008   | Жозеф Жер        |        |            |
| 2008   | 2014   | Ги Жиродон       |        |            |
| 2014   | 2020   | Жан-Мишель Готье |        |            |

## Экономика
В 2010 году среди 383 человек трудоспособного возраста (15—64 лет) 253 были экономически активными, 130 — неактивными (показатель активности — 66,1 %, в 1999 году было 67,6 %). Из 253 активных жителей работали 242 человека (134 мужчины и 108 женщин), безработных было 11 (3 мужчин и 8 женщин). Среди 130 неактивных 48 человек были учениками или студентами, 35 — пенсионерами, 47 были неактивными по другим причинам.

## Фотогалерея

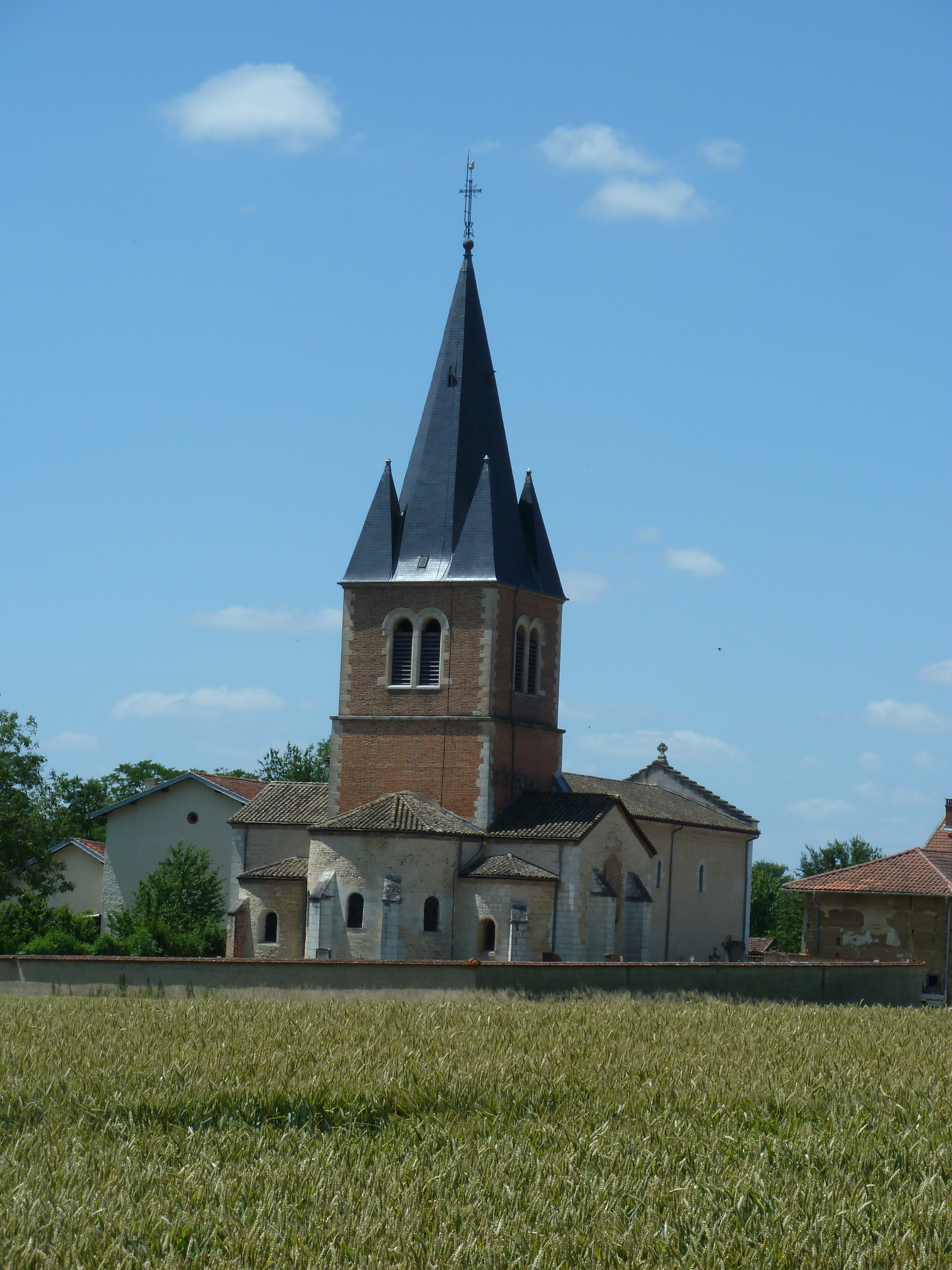
Церковь Св. Маврикия
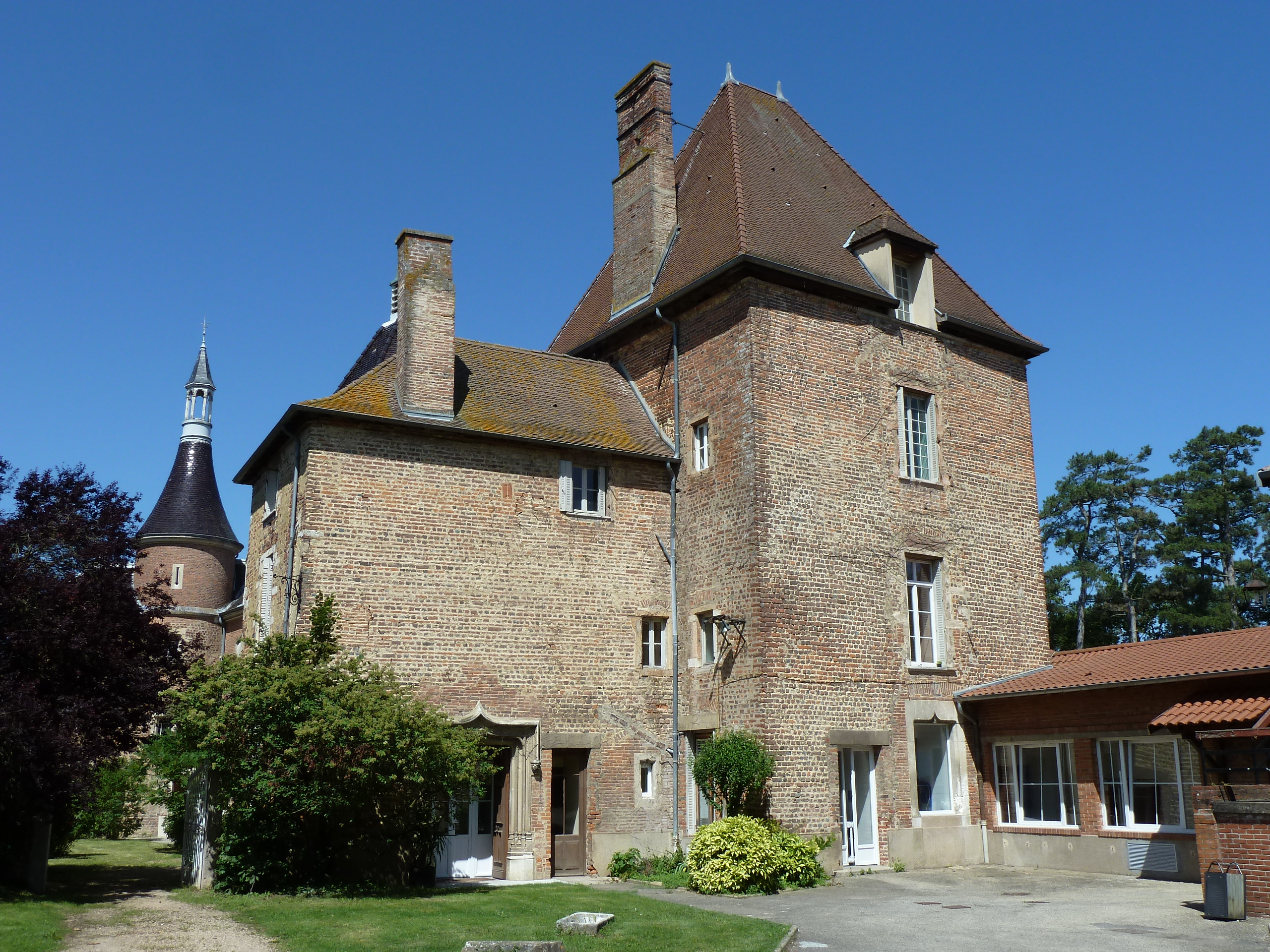
Замок
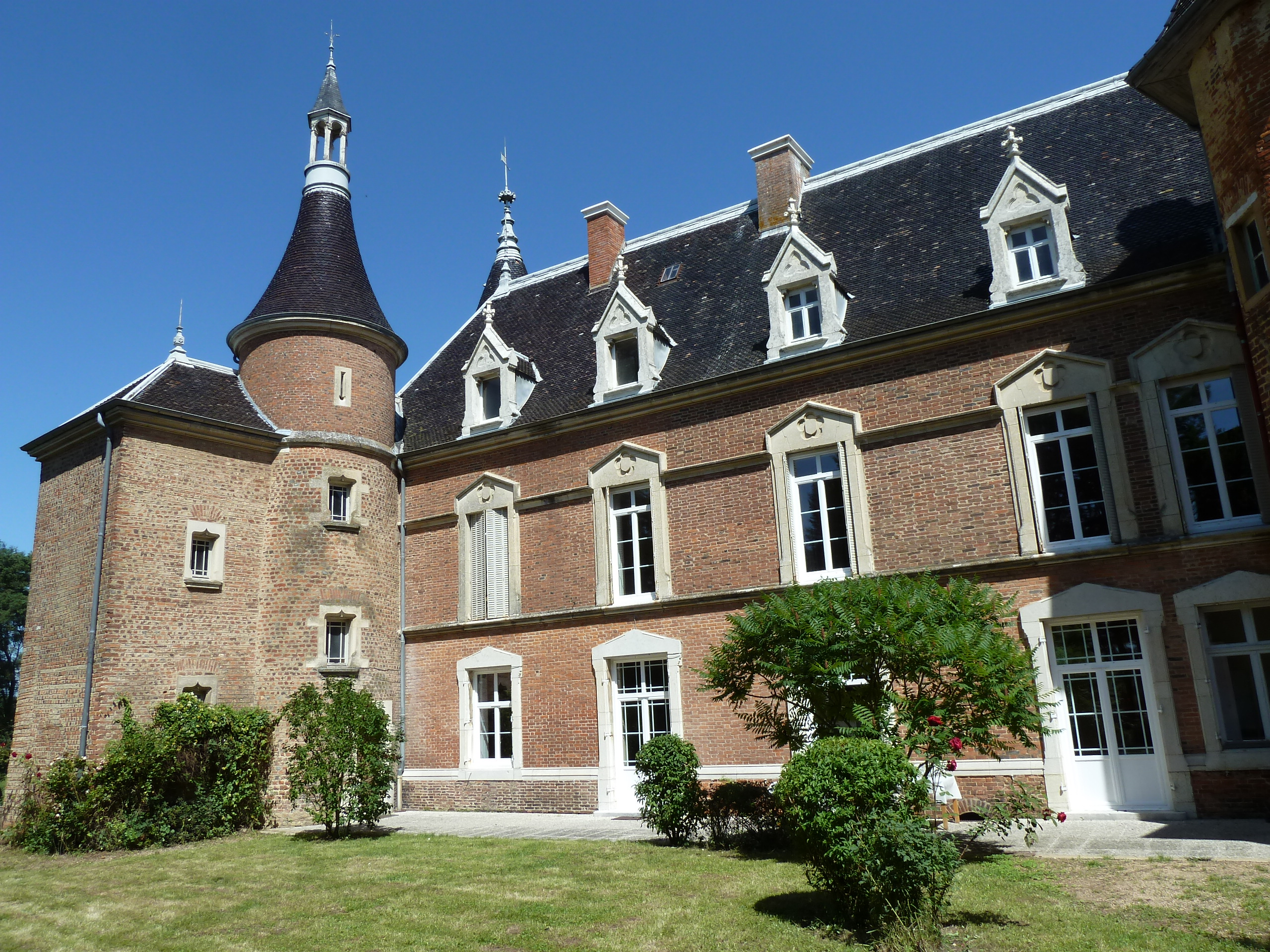
Замок
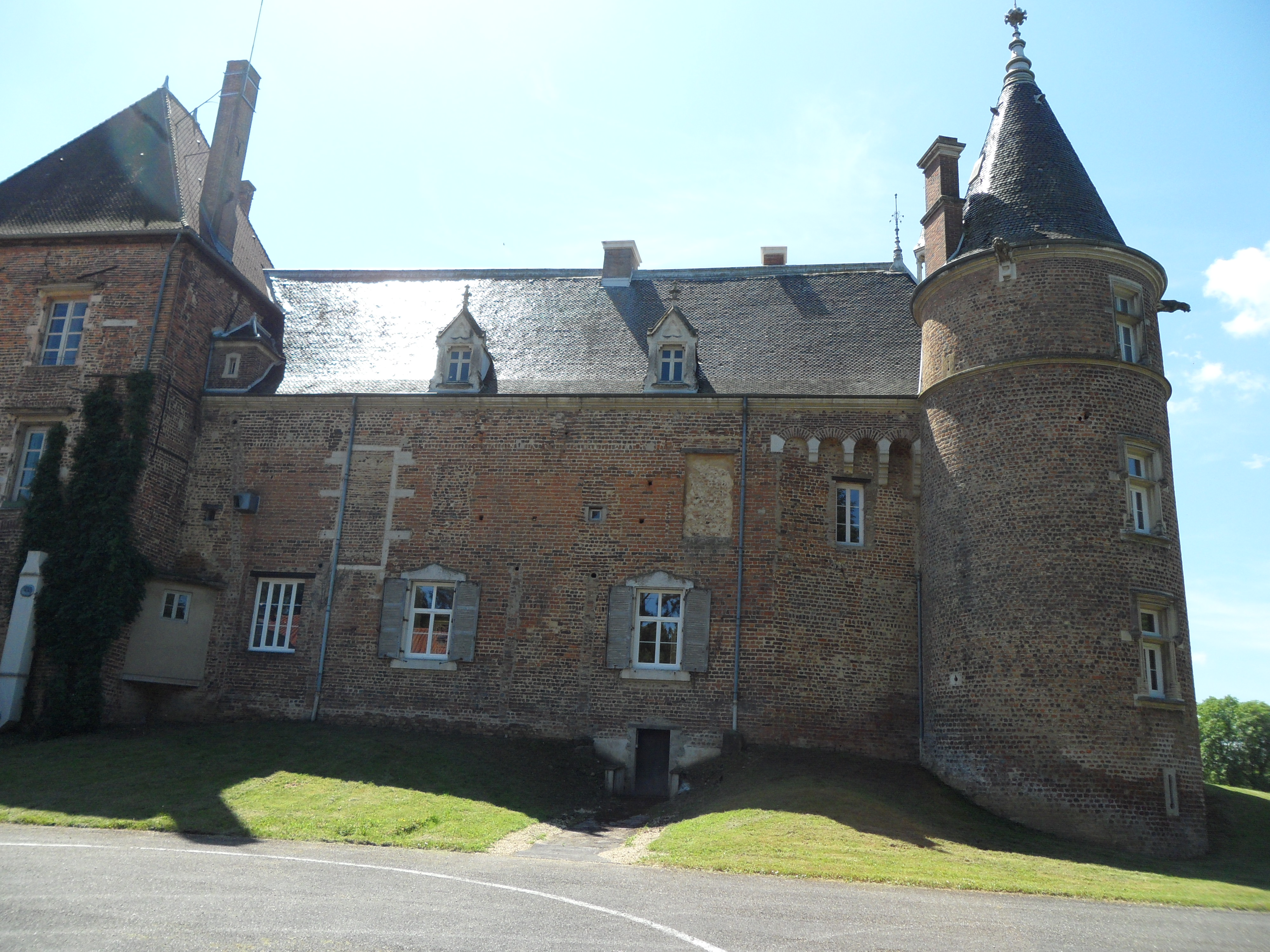
Замок
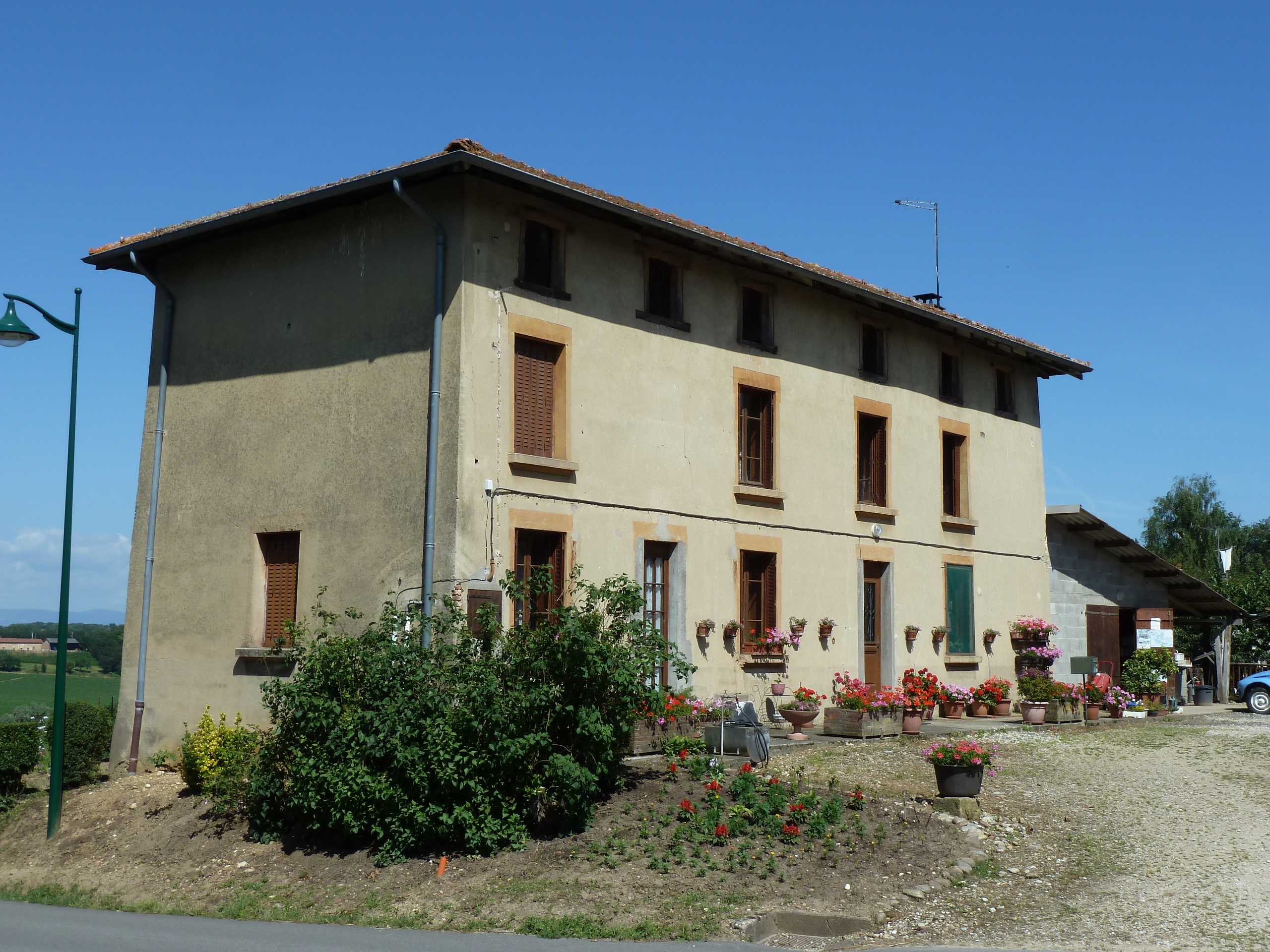
Бывший трактир
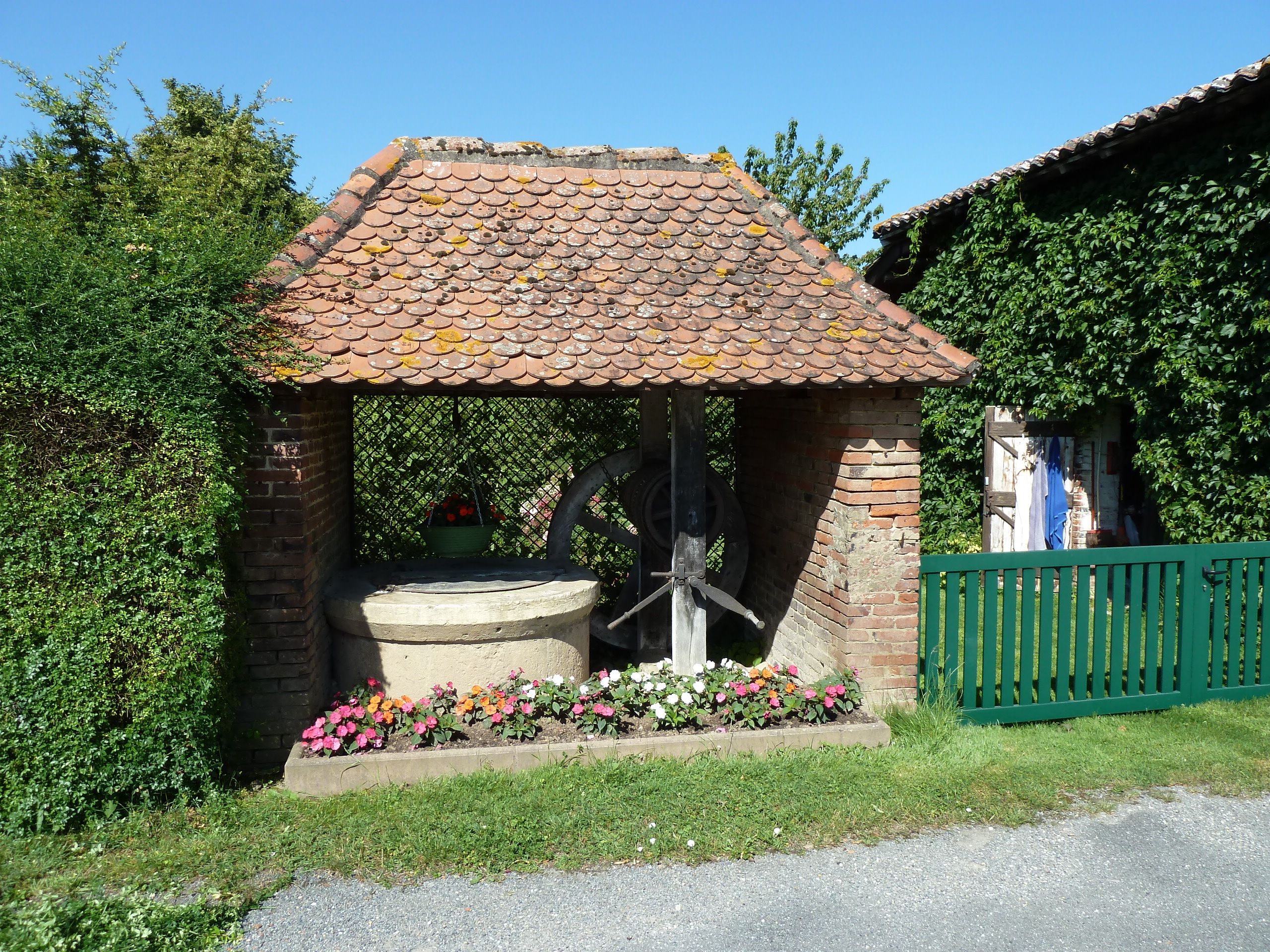
Колодец